# Frances Sargent Osgood
Tradução de Frances Sargent Osgood | History of American Women (womenhistoryblog.com)
Frances Sargent Osgood: 
- Nasceu: 18 de jun. de 1811 · Boston, MA
- Morreu: 12 de mai. de 1850 · Nova Iorque, Estados Unidos
- Cônjuge: Samuel Stillman Osgood (c. 1835)
- Trabalhos escritos: Poemas (1850)
- Filiação: Joseph Locke[1]

1. ↑  1772-1853., Locke, Joseph,. An oration, pronounced at Billerica, July 5, 1802, in commemoration of the Declaration of American Independence. [S.l.: s.n.] OCLC 1013451876

## Sua Carreira e Publicações Poéticas
Frances Sargent Osgood foi uma das escritoras e poetisas mais populares de meados do século XIX (19). Embora alguns críticos tenham repreendido sua escrita como excessivamente sentimental, Osgood alcançou um amplo número de leitores e sua fama foi baseada em seu sucesso como autora, não apenas por sua conexão com Edgar Allan Poe.
Frances Sargent Locke nasceu em 18 de junho de 1811 em Boston, Massachusetts, filha de Joseph Locke, um rico comerciante, e sua segunda esposa Mary. Fanny, como era conhecida, passou seus primeiros anos em Hingham, Massachusetts, e provavelmente recebeu sua educação formal em casa por professores particulares, mas também frequentou o Boston Lyceum for Young Ladies em 1828. Sua poesia foi publicada pela primeira vez quando ela tinha quatorze anos em uma revista infantil chamada Juvenile Miscellany pela editora Lydia Maria Child.
Em 1834, Fanny conheceu o jovem retratista Samuel Stillman Osgood no Boston Athenaeum. Ele pediu que ela se sentasse para um retrato. Eles ficaram noivos antes que o retrato fosse terminado e se casaram em 7 de outubro de 1835. Logo após o casamento, os Osbens se mudaram para Londres, onde Samuel continuou a estudar arte. Em 15 de julho de 1836, Fanny deu à luz sua primeira filha, Ellen Frances. Durante os três anos seguintes, os Osgoods eram membros da alta sociedade de Londres. Samuel pintou os retratos das famílias de elite da Inglaterra, enquanto Fanny publicou duas coleções de poesia: A Wreath of Wild Flowers from New England (1838), que incluía "Elfrida", um poema dramático em cinco atos, e The Casket of Fate (1839). Ela às vezes escrevia sob os pseudônimos Kate Carol e Violet Vane.
Quando retornaram aos Estados Unidos em 1839, os Osgoods se estabeleceram em Boston, e Fanny deu à luz sua segunda filha, May. Em 1842, eles se mudaram para Nova York, onde Fanny rapidamente se tornou um membro proeminente dos salões literários da cidade. Durante os anos seguintes, ela publicou vários volumes de poesia, incluindo The Poetry of Flowers and Flowers of Poetry (1841), The Snowdrop, a New Year Gift for Children (1842), Rose, Sketches in Verse (1842) e Puss in Boots (1842). Durante este tempo, Osgood também contribuiu com poemas, ensaios e contos para as revistas literárias amplamente populares, como o Broadway Journal, Graham's Magazine e The Columbian Magazine. Algumas de suas outras obras publicadas foram O Marquês de Carabás (1844) e Os Gritos de Nova York (1846). Ela era muito aberta e pessoal em seus escritos, muitas vezes discutindo os relacionamentos que tinha com os outros.

Osgood foi uma autora prolífica e uma das poetisas mais admiradas da década de 1840, mas sua vida pessoal não foi tão bem-sucedida. Samuel Osgood deixou sua esposa e filhos para seguir a Corrida do Ouro na Califórnia. Durante sua ausência, Fanny continuou um flerte muito público com o poeta Edgar Allan Poe, cuja esposa Virginia Clemm ainda estava muito viva.
Relação com Edgar Allan Poe
Em fevereiro de 1845, Poe deu uma palestra em Nova York na qual criticou a poesia americana, especialmente a de Henry Wadsworth Longfellow. Ele também mencionou Fanny Osgood, dizendo que ela tinha "um futuro cor-de-rosa" na literatura. Em uma carta a um amigo, ela escreveu que Poe foi "chamado de o crítico mais severo da época", tornando seu elogio muito mais impressionante.
Anne Charlotte Lynch foi uma poetisa que organizou saraus literários semanais em sua casa em Nova York durante o tempo em que Edgar Allan Poe residiu lá (1844-1846). Ao longo de 1845, Poe foi um convidado favorito nessas festas. Ao longo de suas visitas à casa de Lynch, ele fez amizade com muitos dos principais escritores de Nova York. Acredita-se que Osgood e Poe se conheceram lá em março de 1845, enquanto Osgood e seu marido estavam separados.

Em uma carta a uma das outras admiradoras de Poe, Sarah Helen Whitman, Osgood escreveu:

"Encontro o Sr. Poe com muita frequência nas recepções. Ele é o observado de todos os observadores. Suas histórias são consideradas maravilhosas, e ouvi-lo repetir o Corvo, o que ele faz muito silenciosamente, é um evento na vida de alguém. As pessoas parecem pensar que há algo estranho sobre ele, e as histórias mais estranhas são contadas e, além disso, acreditadas, sobre suas experiências mesméricas, ao mencionar as quais ele sempre sorri. Seu sorriso é cativante!.... Todo mundo quer conhecê-lo; mas apenas algumas poucas pessoas parecem conhecê-lo bem."

A esposa de Poe, Virginia Clemm Poe, estava com a saúde muito debilitada na época, sofrendo de consumo (agora chamado de tuberculose), e ele pode ter sido atraído por Fanny por causa de suas qualidades infantis, que eram semelhantes às de sua esposa. Osgood socializou com Poe em salões literários e visitou ele e sua esposa em sua casa. A Sra. Poe aprovou o relacionamento e acreditava que sua amizade tinha um efeito "restritivo" em seu marido, que havia desistido do álcool para impressionar Osgood.
Osgood e Poe se envolveram em um namoro literário pesado, trocando poemas um com o outro na própria revista de Poe, o Broadway Journal. Em 13 de dezembro de 1845, o Broadway Journal publicou uma resenha de Poems, uma coleção de poesia de Fanny Osgood, na qual Poe elogiou o trabalho de Osgood por seu "feliz refinamento" e observou que seu autor "dá um charme inexprimível a tudo o que flui de sua caneta". A opinião de Poe sobre o trabalho de Osgood pode ter sido parcialmente contaminada por seu relacionamento pessoal.
Uma certa senhora... apaixonou-se por Poe e escreveu-lhe uma carta de amor. Cada carta que recebia ele mostrava para sua pequena esposa. Esta senhora foi a sua casa um dia; ela ouviu Fanny Osgood e a Sra. Poe dando uma risada calorosa, eles estavam gritando bastante, enquanto liam uma carta. A senhora ouviu e descobriu que era dela, quando entrou na sala e a arrancou de suas mãos.
No final de janeiro de 1846, Ellet relatou ter visto uma carta "indiscreta" de Osgood para Poe deitada em uma mesa enquanto visitava sua casa. Em uma tentativa de silenciar os rumores que já haviam prejudicado sua reputação nos círculos literários de Nova York, Fanny enviou suas amigas Margaret Fuller e Anne Lynch para pedir a Poe que devolvesse todas as cartas que Osgood havia escrito para ele. Poe respondeu dizendo que a Sra. Ellet deveria se preocupar mais com suas próprias cartas para ele.
Após a partida das mulheres, Poe reuniu as cartas de amor de Ellet para ele e as jogou em sua porta. Logo depois, Ellet e seu irmão chegaram à casa de Poe para exigir as cartas de Ellet, que ele não tinha mais. O irmão de Ellet ameaçou Poe e ele foi até outro amigo, Thomas Dunn English, em busca de uma pistola com a qual se defender. English recusou e acusou Poe de mentir sobre ter recebido qualquer carta de Ellet em primeiro lugar, e uma briga de punhos eclodiu.
Embora Poe mais tarde tenha enviado a Ellet uma carta de desculpas, Anne Charlotte Lynch o removeu da lista de convidados de seus salões literários no início de 1846, e Ellet começou a espalhar rumores de que ele estava louco. Isso foi pouco antes da festa anual do Dia dos Namorados de Lynch. Embora ele não tenha sido autorizado a comparecer, Poe enviou a Lynch um poema de Valentim endereçado a Fanny Osgood para ser lido na festa.
Elizabeth Ellet começou a espalhar novos rumores sobre o relacionamento Poe/Osgood, chegando a perguntar a sua esposa Virginia sobre o caso. Ellet até sugeriu que Poe era o pai da terceira filha de Osgood, Fanny Fay, que nasceu em junho de 1846. Em julho de 1846, Samuel Osgood ameaçou processar Ellet por difamação se ela não pedisse desculpas à sua esposa. Ellet respondeu em uma carta, retratando suas declarações.
Fanny Osgood já era a mais amplamente escrita sobre a mulher na literatura americana durante a década de 1840, mas seu suposto caso com Poe gerou centenas de histórias e poemas sobre o triângulo Poe / Fanny / Virginia por outros no círculo de Fanny: Elizabeth Oakes Smith, Mary Hewitt, Emma Embury, Lydia Sigourney, Lydia Maria Child, Ann Stephens, Mary Gove Nichols,  T.D. English, Philip Pendleton Cooke e Rufus Griswold.
Fanny e Samuel (retornados da Califórnia) Osgood se reconciliaram em algum momento em 1846; eles se mudaram para a Filadélfia para fugir do escândalo, mas logo retornaram a Nova York. Samuel não se opôs ao relacionamento de Fanny com Poe; ele tinha uma reputação como um filantropo. Fanny se escondeu e, a partir desse ponto, tornou-se reclusa e melancólica. Suas agonias só aumentaram depois que sua bebê Fanny Fay morreu em outubro. Publicamente, sua reputação sofreu; mas, em particular, seus amigos se reuniram para protegê-la.
Enquanto isso, a vida de Poe também estava em frangalhos, tanto pessoal quanto profissionalmente. Devido à falta de fundos, ele publicou a última edição de sua revista Broadway Journal em 3 de janeiro de 1846. No início do verão de 1846, Poe mudou-se para a Virgínia fora da cidade para uma casa de campo no interior do Bronx, longe de "o tilintar de muitas línguas", onde ele esperava que o ar do campo melhorasse sua saúde debilitada. Infelizmente, isso não foi suficiente para curar seus "pulmões enfraquecidos". Virginia Clemm Poe morreu em 30 de janeiro de 1847.

A essa altura, Fanny Osgood também estava sofrendo com o consumo. Ela foi confinada ao seu quarto por causa de sua doença em 1847. Suas filhas tinham onze e oito anos de idade naquela época e grande parte de sua poesia desse período reflete sua preocupação com elas e seu futuro. Seu marido, tendo dificuldade em ganhar dinheiro como pintor, deixou-a novamente para a Corrida do Ouro da Califórnia em 1849.
Edgar Allan Poe morreu em 7 de outubro de 1849 em Baltimore, Maryland, em circunstâncias misteriosas. Isso jogou Fanny em um desespero mais profundo, e ela passou a ser considerada francamente santa por seus pares – por ter sido vitimada pela sociedade por causa de seu relacionamento com Poe. Ela manteve sua afeição por Poe até o final, incluindo seu tributo a ele, "The Hand That Swept the Sounding Lyre", como a peça final de sua coleção de poemas de 1850.
Em 12 de maio de 1850, Frances Sargent Osgood morreu após uma longa luta com o consumo. Tinha 38 anos. Até então, ela havia perdido sua capacidade de falar; sua última palavra, anjo, foi escrita em uma ardósia para seu marido, que havia retornado recentemente da Califórnia. Ela foi enterrada no terreno de seus pais no Cemitério Mount Auburn, em Cambridge, Massachusetts.
As duas filhas sobreviventes de Osgood também morreram de consumo no ano seguinte à mãe; May Vincent Osgood morreu em 26 de junho e Ellen Frances morreu em 31 de agosto de 1851.
Em 1851, uma coleção de seus escritos foi publicada por seus amigos e intitulada The Memorial, Written by Friends of the Late Mrs. Frances Sargent Locke Osgood. Foi reeditado como Laurel Leaves em 1854 e foi editado com uma introdução biográfica por Griswold. O volume foi feito para arrecadar dinheiro para sua lápide memorial.
No entanto, a autora Fanny Fern escreveu que o enredo permaneceu sem marca em 1854, e criticou Samuel Osgood em seu livro Fern Leaves from Fanny's Port-Folio. Samuel Osgood observou no New York Evening Post que ele já havia projetado um monumento, inspirado em seu poema "The Hand That Swept the Sounding Lyre", que logo foi instalado no túmulo de Fanny Osgood.
1. ↑  Francis., Child, Lydia Maria (2010). Correspondence between lydia maria child and gov. wise and mrs. mason, of. [S.l.]: Nabu Press. OCLC 945365020
2. ↑  Gafford, Lucile; Swan, Mabel Munson; McGlinchee, Claire (setembro de 1941). «The Athenaeum Gallery, 1827-1873: The Boston Athenaeum as an Early Patron of Art». The New England Quarterly (3). 578 páginas. ISSN 0028-4866. doi:10.2307/360498. Consultado em 24 de novembro de 2022
3. ↑  O Corvo. Nova Iorque: Edgar Allan Poe. 1845
4. ↑  Etimologia (origem da palavra mesmérico). Mesmer, do nome próprio + ico.
5. ↑  que restringe, que limita; restringente
6. ↑  cuja intensidade ultrapassa qualquer possibilidade de expressão; inexpressável, indescritível.
7. ↑  Surgir; fazer ficar imediatamente visível; aparecer sem aviso: seus problemas simplesmente eclodiam. Desenvolver; fazer ficar maior: as plantas eclodiram. [Zoologia] Transpor o envoltório da pupa; partir a casca do ovo ao sair.
8. ↑  Significado de Frangalhos: Farrapo, destruído, danificado. Exemplo do uso da palavra Frangalhos: Estou em frangalhos.
9. ↑  tradução: "A mão que varreu a lira que soava."
10. ↑  Fern Leaves From Fanny's Port-Folio. [S.l.]: Fanny Fern
11. ↑  The htand that swept the souding lyre. [S.l.]: Frances Sargent Osgood